# 밀양 남명리 얼음골
밀양 남명리 얼음골(密陽 南明里 얼음골, 영어: Eoreumgol Ice Valley in Nammyeong-ri, Miryang)은 대한민국 경상남도 밀양시 산내면에 있는 대한민국의 천연기념물이다. 1970년 4월 27일 제224호로 지정되었다. 천황산 동북쪽에 있는 얼음골은 3~4월 경에 얼음이 맺히기 시작하는데, 여름인 7월말에서 8월 초에 얼음이 가장 많이 생긴다. 반대로 겨울에는 따뜻한 공기가 나와 계곡물도 얼지 않는다. 밀양의 얼음골과 비슷한 현상이 나타나는 곳으로는 포천·단양·의성·정선 등지가 보고된 바 있다.

## 지질
얼음골 일대의 지질은 중생대 백악기 경상 누층군 유천층군 운문사유문암질암류의 석영안산암으로 구성된다. 암석에 발달하는 절리는 주향 북동 30°, 경사 북서 84°이며 파쇄의 흔적은 없다. 여름에 얼음이 어는 현상에 대해 유천 지질도폭에서는 이동하는 기류가 지하의 공극(孔隙; 암석의 틈)으로 스며들어가 저장되고 지하수의 유동을 따라 저지대로 옮겨져 지표로 나올 때는 대기보다 낮은 온도를 유지하는 것으로 설명하였다.

## 현지 안내문
밀양 남명리 얼음골은 천황산 동북쪽 산줄기의 북쪽 계곡에 위치하고 있다. 얼음골 입구는 해발 약320m이고 그 정상부는 해발 약 1,000m이다. 얼음골 계곡은 동·서·북 3면이 절벽으로 되어 있으며 북쪽은 돌밭으로 되어 있다. 대체로 3-4월부터 바위틈에 얼음이 생기기 시작해서 7월말∼8월초에 가장 많은 얼음이 생기며, 겨울에는 얼음이 생겼던 바위틈에서 따뜻한 공기가 나와 계곡물도 얼지 않는다. 이와 같은 현상은 암석속에 틈이 많이 생겨서 일어난다고 하는데, 밀양의 신비로 불린다. 이러한 얼음골 현상은 희귀한 일로 포천·단양·의성·정선 등지에서도 보고되고 있다. 여름철 결빙 현상의 원리에 대한 이론이 여러가지가 있으나 명확하게 밝혀지지 않고 있어 지속적인 연구를 통해 그 원인이 밝여질 수 있을 것이다. 밀양 남명리의 얼음골과 같은 자연현상은 매우 희귀한 현상으로 기상, 지질 등 학술적 연구가치가 크다.

## 같이 보기
- 밀양시의 지질
- 밀양 만어산 암괴류
- 자수정 동굴나라

## 참고 문헌
- 이 문서에는 다음커뮤니케이션(현 카카오)에서 GFDL 또는 CC-SA 라이선스로 배포한 글로벌 세계대백과사전의 내용을 기초로 작성된 글이 포함되어 있습니다.

## 참고 자료
- 밀양 남명리 얼음골 - 국가유산청 국가유산포털